# Ripoli (Corropoli)
Ripoli è una località in provincia di Teramo, nel territorio del comune di Corropoli, circa 10 km a sud del fiume Tronto,  dove è stato portato alla luce un rilevante sito archeologico, un villaggio del periodo neolitico, con circa 80 capanne, dal quale ha preso il nome l'omonima cultura.

## Scoperta
Il sito fu scoperto nel 1865 da Concezio Rosa, un medico condotto con la passione per l'archeologia, che segnalò alle autorità un gran numero di manufatti litici, lame, cuspidi di freccia, grattatoi, rinvenuti dai contadini durante i lavori agricoli sui campi. 
Da allora si sono succedute diverse campagne di scavo, l'ultima delle quali si è conclusa nel 2015.

## Descrizione
Nel sito, dato al VI millennio a.C., sono state trovate oltre 80 abitazioni, difese da un fossato che circondava il villaggio, delle quali rimane il piano di fondazione. Le capanne sono di tre tipologie: Ripoli I elissoidale, Ripoli II cicorcale doppia,e Ripoli III circolare multripla a forma di rene; quelle del tipo Ripoli I sono le più vecchie, Ripoli II sono intermedie e Ripoli III sono le più recenti.
Queste abitazioni, che hanno una pianta prevalentemente ovale con un diametro non superiore ai 5 metri, sono parzialmente scavate nel terreno, avevano il focolare esterno, e in alcuni casi sono composte di ambienti comunicanti. 
Molti ritrovamenti litici, oltre a particolari ritrovamenti ossei, di ossidiana e conchiglie forate per uso ornamentale. Numerosi sono gli idoli o parti di essi e le anse antropomorfe; queste ultime sono abbastanza curiose per la modalità in cui sono state rese, si tratta di piccoli torsi femminili, in alcuni casi, con seni pronunciati e prominenze laterali che indicano le braccia. Alcuni di essi presentano due teste rappresenterebbero la polimorfia della divinità femminile e forse avevano un significato apotropaico, ovvero utile a allontanare il malocchio e gli influssi maligni.

## Ritrovamenti
Tra i rinvenimenti più noti, oltre 40 scheletri umani deposti in fosse comuni da 2 a 14 individui, tra i quali quello di una donna deposta con un cane posto ai suoi piedi.
È stata anche rinvenuta, in quantità cospicua, una caratteristica ceramica dipinta: vasi di varia forma, boccali ad un solo manico, vasi a tulipano, piatti, ciotole emisferiche; tutti ricavati da un'argilla ben depurata, di colore giallino, e decorati con motivi geometrici eseguiti in colore bruno, quali triangoli, losanghe, fasci di linee a zig-zag ed altri.
Dai resti botanici, come farro, grano, orzo, e anche lenticchie e piselli, e da quelli più scarsi faunistici, si ricava che la popolazione del villaggio si sosteneva principalmente grazie ai prodotti agricoli, mentre la caccia era un'attività minore. 